# 6-й всероссийский чемпионат по тяжёлой атлетике
6-й всероссийский чемпионат по тяжёлой атлетике прошёл 13-15 марта 1902 года в Санкт-Петербурге в зале спортивного клуба «Калев». В соревнованиях приняли участие шесть спортсменов из трёх городов. Чемпионат проходил без разделения на весовые категории. Участники соревновались в трёх тяжелоатлетических дисциплинах (жим, выбрасывание и толчок), каждое из которых выполнялось одной и двумя руками. Победитель определялся по сумме мест во всех упражнениях, без подсчёта итоговой суммы.
| Место | Участник       | Город           | Толчок (кг) | Толчок (кг) | Выбрасывание (кг) | Выбрасывание (кг) | Жим (кг) | Жим (кг) |
| ----- | -------------- | --------------- | ----------- | ----------- | ----------------- | ----------------- | -------- | -------- |
| Место | Участник       | Город           | правой      | двумя       | правой            | левой             | двумя    | левой    |
| 1     | Николай Пашин  | Санкт-Петербург | 98,3        | 122,8       | 81,9              | 77,8              | 107,4    | 81,9     |
| 2     | Михаэль Неелус | Нарва           | 81,9        | 110,3       | 77,8              | 65,5              | 102,3    | 73,7     |
| 3     | Альберт Рааг   | Ревель          | -           | 117,1       | 77,8              | 65,5              | 98,3     | 73,7     |